# 5-Minute Crafts
5-Minute Crafts là một kênh YouTube tạo ra bởi người Mỹ gốc Síp. Được tạo vào năm 2016, kênh đã nhận được sự chú ý của truyền thông nhờ các video DIY của mình. Tính đến tháng 10 năm 2021, kênh đã nhận được hơn 21,3 tỷ lượt xem video và được xếp hạng là người đăng ký nhiều thứ mười ba trên nền tảng này, với hơn 79.4triệu người đăng ký.

## Miêu tả
5-Minute Crafts thuộc sở hữu của TheSoul Publishing có trụ sở tại Limassol, Síp. Công ty được thành lập bởi Pavel Radaev và Marat Mukhametov, một bộ đôi có quốc tịch tại Nga. Họ sản xuất khoảng 1.500 video mỗi tháng và có 550 người làm việc trên nhiều kênh YouTube, trang Facebook và Instagram  Kênh Youtube được nằm trong hệ thống kênh Channel Frederator.

## Định dạng của video
Nội dung của kênh chủ yếu chứa các video liên quan đến hàng thủ công và các mẹo vặt giúp ích trong cuộc sống. Joshua Cohen của Tubefilter đã mô tả kênh này là một "nhà cung cấp video thân thiện với trẻ em". Các video của kênh lấy máy ảnh được hướng thẳng xuống bàn, với các thao tác xuất hiện trong khung hình. Các video thường dài hơn 10 phút mặc dù tên của kênh được dịch từ Google Translate là "Thủ công 5 phút"

## Lịch sử và sự phát triển
5-Minute Crafts được đăng ký trên YouTube vào ngày 15 tháng 11 năm 2016. Video đầu tiên của kênh có tiêu đề "5 bản hack DIY thiết yếu mà bạn cần biết".
Trong năm 2017, số lượng người đăng ký và lượt xem video của kênh tăng nhanh. Trong một bài viết được xuất bản bởi công ty truyền thông Mic vào tháng 6 năm 2017, 5-Crafts Crafts được ghi nhận đã tích lũy được hơn 4 triệu người đăng ký. Vào tháng 4 năm 2018, Tubefilter đã đưa ra một xu hướng liên quan đến các video trên YouTube, lưu ý đến sự tham gia của 5-Minute Crafts. Đến tháng 11, Vox đã viết rằng 5-Minute Crafts là một kênh "thành công rực rỡ", nhờ có hơn 10 tỷ lượt xem video và xếp hạng là kênh được đăng ký nhiều thứ năm trên YouTube, với gần 40 triệu người đăng ký tại thời điểm đó. Các báo cáo và phân tích dữ liệu thống kê được công bố vào năm 2018 đã nêu lên các thể loại DIY và đặc biệt là sự phổ biến ngày càng tăng của 5-Minute Crafts trên YouTube trong năm. Trong một tuần vào tháng 12 năm 2018, kênh đã nhận được hơn 238 triệu lượt xem video.
Nhận được hơn 60 triệu người đăng ký vào tháng 3 năm 2019, các phương tiện truyền thông đã ghi nhận vị trí của 5-Minute Crafts là kênh được đăng ký nhiều thứ ba, xếp sau PewDiePie và T-Series.
Tuy nhiên, vào năm 2019, đối với nhiều nhà phê bình cho thấy ý kiến và sự thật của họ về mức độ tồi tệ của Thủ công 5 phút, số lượng người đăng ký thường giảm từ tháng 1 năm 2019 .

## Chỉ trích
5-Minute Crafts bị chỉ trích vì sử dụng các tiêu đề gây hiểu lầm để thu hút người xem , vì chủ đề của nó thường không khớp với nội dung được đề cập hoặc không phải là một mẹo vặt hữu ích trong thực tế.

Rebecca Jennings của Vox đã mô tả 5-Minute Crafts là "kỳ quái" và nội dung của nó là "cách tự làm mà không ai có thể hoặc nên sao chép" và nhận thấy thực tế kênh sử dụng clickbait quá nhiều và các mẹo hack vô dụng. Sage Anderson của Mashable đã thắc mắc về tiện ích của một trong những video của kênh, trong đó mô tả một "mẹo vặt" liên quan đến việc ngâm một quả trứng trong giấm trong 24 giờ để làm cho quả trứng to hơn một chút. Trong Wikitubia, kênh này "nổi tiếng nhờ sự lừa đảo", "tạo ra càng nhiều nội dung càng tốt mà không bận tâm nhiều đến chất lượng ngoài hình ảnh". 
 "Họ cũng nổi tiếng về việc nói dối về chất lượng của tất cả các mẹo vặt của họ, hành động như một thứ gì đó ngay lập tức sửa chữa một cái gì đó khi nó thực sự không có mặc dù hầu hết các mẹo vặt của họ là có thật." - Wikitubia, 5-Minute Crafts -  

### Phản ứng của Youtuber và người xem
Jarvis Johnson, một YouTuber, đã thực hiện một loạt các video chỉ trích hành động lừa đảo mà kênh đang thực hiện.  Mặc dù kênh này rất phổ biến, nhưng chúng bị nhiều người xem không thích, tỷ lệ thích là khoảng 85% với các video phổ biến nhất của họ. So sánh, nhiều kênh nổi tiếng khác có tỷ lệ từ 90% - 100%.

## Hệ thống kênh trên các quốc gia
Hiện tại đã phủ sóng ở Việt Nam,Thái Lan, Hàn Quốc,...v.v